# Idioma nukunu
Nukunu (o Nugunu o muchos otros nombres: ver más abajo) es una lengua aborigen australiana muecrta hablada por el pueblo Nukunu en la Península de Yorke, Australia del Sur. A partir de 2017, se está llevando a cabo un programa de reactivación y mantenimiento del idioma.

## Nombres
Este idioma ha sido conocido por muchos nombres por parte de tribus vecinas y australianos, entre ellos:
- 'Nukuna, Nokunna, Noocoona, Nookoona, Nuguna, Nukana, ' Nukunnu, Nukunu, Njuguna
- Puerta'
- Pukunna'
- Tjura, Tyura
- Wallaroo, Warra
- Wongaidya (de wangkatya, forma en presente del verbo 'hablar')

## Clasificación

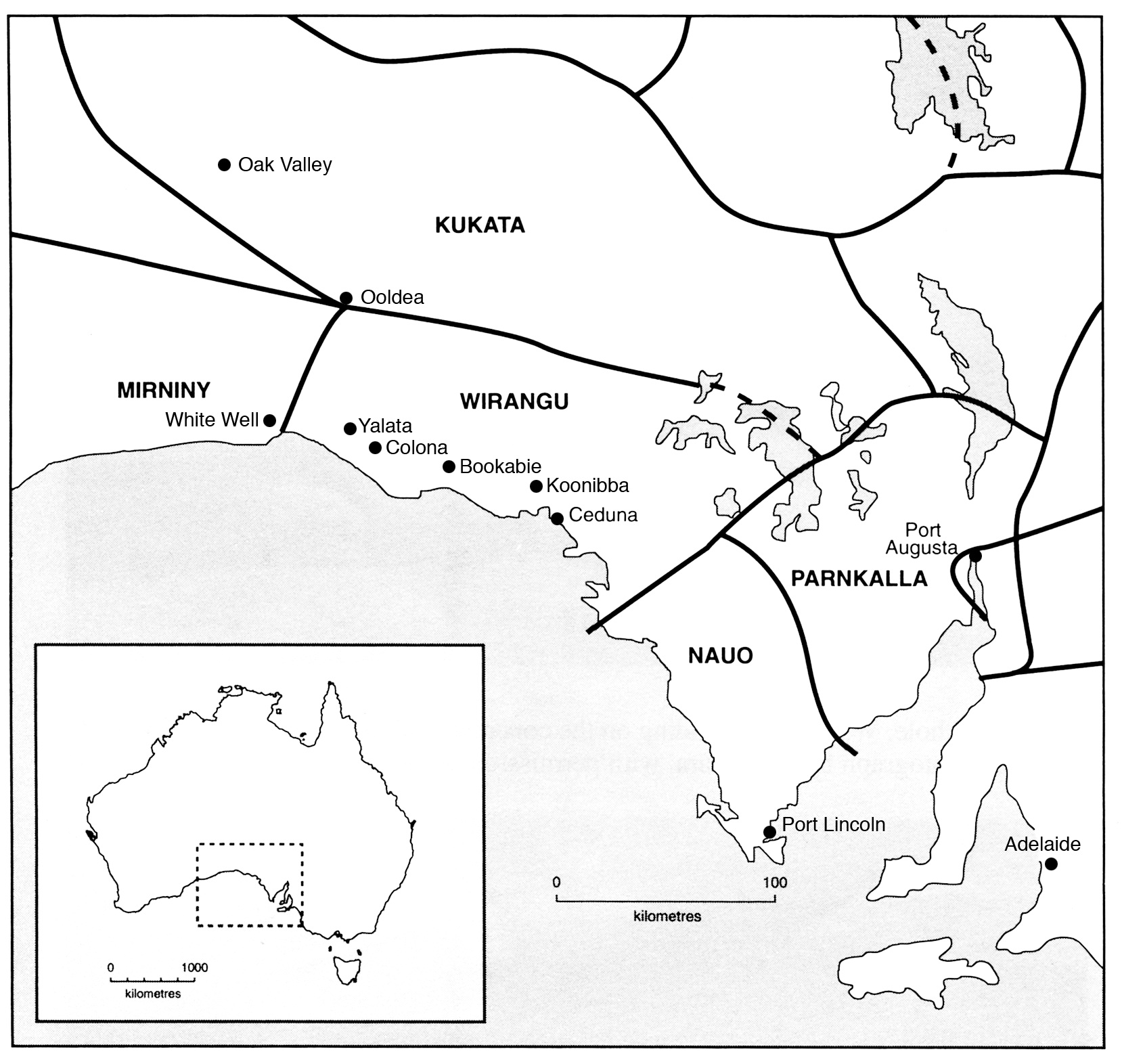
Lenguas aborígenes de Australia del Sur.

Nukunu es una lengua Pama-Nyungan, estrechamente relacionada con las lenguas vecinas del grupo Miru. like Narungga, Kaurna, and Ngadjuri.

## Fonología

### Vocales
Nukunu tiene tres vocales diferentes con longitudes largas y cortas contrastantes (a, i, u, a:, i:, u:).
|         | Anterior | Posterior |
| ------- | -------- | --------- |
| Cerrada | i iː     | u uː      |
| Abierta | a aː     | a aː      |

### Consonantes
El inventario consonántico de Nukunu es típico de una lengua Pama-Nyungan, con seis lugares de articulación para oclusivas y nasales. Hay tres consonantes róticas en el idioma.
|                   |                   | Periférica | Periférica | Laminal  | Laminal    | Apical | Apical |
| Labial            | Velar             | Dental     | Palatal    | Alveolar | Retrofleja |        |        |
| ----------------- | ----------------- | ---------- | ---------- | -------- | ---------- | ------ | ------ |
| Oclusiva          | Sorda             | p          | k          | t̪        | c          | t      | ʈ      |
| Oclusiva          | Sonora            |            |            |          |            |        | (ɖ)    |
| ÇOclusiva nasal   | ÇOclusiva nasal   | m          | ŋ          | n̪        | ɲ          | n      | ɳ      |
| Lateral           | Lateral           |            |            | l̪        | ʎ          | l      | ɭ      |
| Vibrante simple   | Vibrante simple   |            |            |          |            | ɾ      |        |
| Vibrante compleja | Vibrante compleja |            |            |          |            | r      |        |
| Aproximante       | Aproximante       | w\| j      | w\| j      |          |            | ɻ      |        |

Existe un contraste de voz fonémica en Nukunu, pero solo se ha observado en la serie de paradas retroflejas. Un ejemplo que demuestra tal contraste intervocálicamente es "kurdi" (flema, IPA ['kuɖi]) y "kurti" (quandong, IPA ['kuʈi]).

### Historia
En contraste con otras lenguas Thura-Yura, Nukunu no participó ni en la lenición th- inicial antes de las vocales ni en la lenición de la k- inicial antes de vocal.